# Fabók János
Fabók János (Hejőcsaba, 1921. február 8. – ) magyar vasútépítő mérnök, országgyűlési képviselő.

## Élete
Fiatalon géplakatos szakmát tanult, majd mozdonyvezetőként helyezkedett el. Már 1945-ben belépett a Magyar Kommunista Pártba, majd annak a Magyarországi Szociáldemokrata Párttal való egyesülését követően az így létrejött Magyar Dolgozók Pártja (MDP), 1956 után pedig, a párt újabb átalakulásával a Magyar Szocialista Munkáspárt (MSZMP) tagja lett.
Az 1950-es években elvégezte a budapesti Építőipari és Közlekedési Műszaki Egyetemet, ahol vasútépítő mérnöki oklevelet szerzett. Az 1960-as évtized elején a MÁV Miskolc-Tiszai pályaudvar Építési Főnökségen dolgozott, MÁV építési főnök beosztásban.
Társadalmi szerepvállalásai közül említést érdemel, hogy az 1958. november 16-i országgyűlési választáson pótképviselőnek választották. Egy parlamenti ciklussal később, 1963. február 24-én a Hazafias Népfront Borsod-Abaúj-Zemplén megyei listájáról választották be a törvényhozásba.